# Giovanni Meritani
Giovanni Meritani (Sanguinetto, 1851 – Sanguinetto, 1932) è stato un politico italiano.

## Biografia
Come aveva fatto il più anziano compaesano Giorgio Caravà, che ebbe più notorietà nella storia risorgimentale arrivando al grado di generale di prim'ordine nell'esercito regolare di Vittorio Emanuele II di Savoia, si arruolò volontario nei garibaldini durante la Campagna dell'Agro Romano per la liberazione di Roma nel 1867 .
Fu in America del Sud per studiarvi l'emigrazione italiana. Un Mese Nel Brasile fu una sua pubblicazione del 1888 da Civelli (Verona).
In Italia si rese benemerito promuovendo la creazione di istituzioni d'avanguardia per l'innovativa utilizzazione del credito e dei depositi, devoluti a fini sociali e a forme assistenziali ed assicurative, oggi proprie della previdenza e delle prestazioni mutualistiche (Società Operaia di Mutuo Soccorso nel 1875 e Cassa Rurale nel 1889). Da esse ricevettero impulso opere di pubblica utilità e nuove importanti istituzioni ed associazioni.
Si candidò alle elezioni politiche del 1904 e venne eletto deputato  nel Collegio di Isola della Scala per la XXII legislatura del Regno d'Italia, dal 30 novembre 1904 all'8 febbraio 1909.